# 838
| [ Edytuj tabelę ]          |                                              |
| Król Anglii                | - 825 Egbert 839                             |
| Hrabia Aragonii            | - 809 Aznar I 839                            |
| Król Asturii               | - 791 Alfons II 842                          |
| Hrabia Barcelony           | - 836 Bernard 844                            |
| Cesarz Bizancjum           | - 829 Teofil 842                             |
| Chan Bułgarii              | - 836 Presjan 852                            |
| Cesarz Chin                | - 826 Tang Wenzong 840                       |
| Król Franków wschodnich    | - 814 Ludwik I Pobożny 840                   |
| Cesarz Japonii             | - 833 Ninmyō 850                             |
| Kalif                      | - 833 Al-Mutasim 842                         |
| Król Khmerów               | - 802 Dżajawarman II 850                     |
| Patriarcha Konstantynopola | - 836 Jan VII Gramatyk 843                   |
| Król Mercji                | - 830 Wiglaf 840                             |
| Król Nawarry               | - 824 Inigo Arista 851                       |
| Król Nortumbrii            | - 808 Eanred 840                             |
| Książę Obodrzyców          | - 826 Gostomysł 844                          |
| Papież                     | - 827 Grzegorz IV 844                        |
| Cesarz rzymski             | - 814 Ludwik I Pobożny 840 - 817 Lotar I 855 |
| Doża Wenecji               | - 837 Pietro Tradonico 864                   |
| Książę wielkomorawski      | - 820 Mojmir I 846                           |

Rok 838 / DCCCXXXVIII
stulecia: VIII wiek ~
IX wiek ~
X wiek

lata: 828 «
833 «
834 «
835 «
836 «
837 «
838
» 839
» 840
» 841
» 842
» 843
» 848

## Według miejsca

### Cesarstwo Bizantyjskie
- 22 lipca – Bitwa pod Dazimon: Kalif Al-Mutasim rozpoczyna wielką ekspedycję karną przeciwko Cesarstwu Bizantyńskiemu, celując w dwa główne bizantyńskie miasta forteczne w centralnej Anatolii (Ancyra i Amorium). Mobilizuje ogromną armię (80 000 ludzi) w Tarsus, podzieloną na dwie główne siły. Siły północne pod dowództwem generała Al-Afshina najeżdżają armeński tem z regionu Melitene, łącząc się z siłami emira miasta, Umara al-Aqty. Główne siły południowe, pod dowództwem Al-Mutasima, przechodzą przez Bramę Cylicyjską do Kapadocji. Cesarz Teofil atakuje Abbasydów, w wyniku czego ginie 3000 ludzi, ale później ponosi znaczącą klęskę w wyniku kontrataku 10 000 tureckich łuczników konnych. Teofil i jego strażnicy są otoczeni i ledwo udaje im się przedrzeć i uciec[1][2][3]
- sierpień – Oblężenie Amorium: Abbasydzi oblegają bizantyjskie miasto forteczne Amorium, które według współczesnego geografa Ibn Khordadbeha jest chronione przez 44 wieże. Zarówno oblegający, jak i oblężeni mają wiele machin oblężniczych i przez kilka dni obie strony atakujuą się wzajemnie z ich użyciem. Jednak muzułmański więzień ucieka do Al-Mu'tasim i informuje go o miejscu w murze, które zostało mocno zniszczone przez ulewne deszcze. Abbasydzi koncentrują swoje ataki na tym odcinku i po dwóch dniach udaje im się przebić mur miasta. Po dwóch tygodniach powtarzających się ataków bizantyjscy obrońcy poddają się. Miasto zostaje splądrowane, 70 000 mieszkańców zostało wymordowanych, a ocalali są sprzedawani jako niewolnicy.

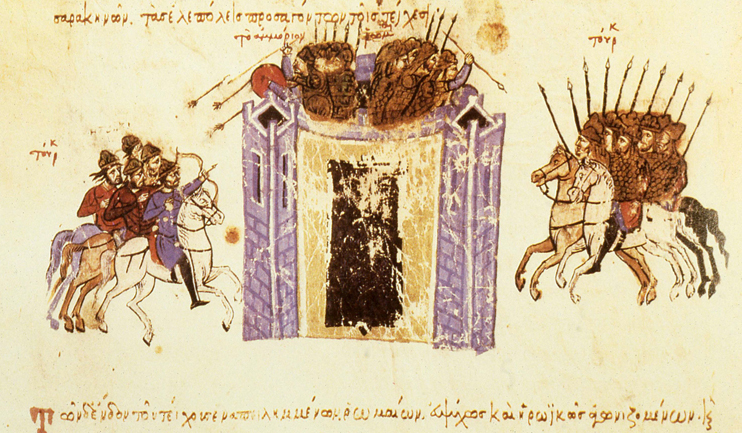
Miniatura przedstawiająca arabskie oblężenie Amorium w 838

### Europa
- 13 listopada lub 13 grudnia – Król Pepin Akwitański umiera po 21 latach panowania. Cesarz Ludwik Pobożny wyznacza swojego najmłodszego syna Karola Łysego na swojego następcę. Jednak akwitańska szlachta na nowego władcę Franków wybrała syna dotychczasowego władcy – Pepina II.
- 26 grudnia – około 2400 osób zginęło w powodzi w Holandii wywołanej przez sztorm na Morzu Północnym.

### Wielka Brytania
- Bitwa pod Hingston Down: Sasi zachodni, dowodzeni przez króla Egberta, pokonują połączone siły Kornwalijczyków i duńskich wikingów, w Hingston Down w Kornwalii[4].
- Król Fedelmid mac Crimthainn z Munster wzywa króla Niall Caille'a mac Áeda z Uí Néill do spotkania w Cluain-Conaire-Tommain[5].
- Przybliżona data – Kamień Przeznaczenia, podłużny blok czerwonego piaskowca, został umieszczony w pałacu w Scone podczas koronacji pierwszego monarchy Szkocji.

### Kalifat Abbasydów
- Odkryto spisek, dowodzony przez generała 'Ujayf ibn 'Anbasa, mający na celu zamordowanie Al-Mutasima podczas jego kampanii i umieszczenie jego siostrzeńca Al-Abbasa ibn al-Ma'muna na tron. Następuje powszechna czystka w armii, która cementuje wiodącą rolę ludów tureckich żołnierzy-niewolników (Ghilman) w abbasydzkim establishmencie wojskowym.
- Babak Khorramdin, irański przywódca wojskowy, zostaje stracony na rozkaz al-Mu'tasima[6]
- Powstanie Jezydów przeciwko Abbasydom (przybliżona data)[7].

## Według tematu

### Religia
- Najstarsza znana wzmianka o mieście Rheine nad Ems (współczesne Niemcy).
- Chazarowie są nawracani na judaizm (przybliżona data).

## Urodzili się
- Æthelswith, królowa anglosaska, córka Ethelwulfa (przybliżona data) (zm. 888)
- Fujiwara no Takafuji, japoński szlachcic (zm. 900)
- Ubaydallah ibn Abdallah, muzułmański gubernator (przybliżona data) (zm. 913)

## Zmarli
- 6 listopada – Li Yong, książę z dynastii Tang
- Al-Abbas ibn al-Ma'mun, muzułmański książę i generał
- Babak Khorramdin, irański przywódca powstania churramitów przeciwko kalifatowi Abbasydów (ur. 795 lub 798)
- Bran mac Fáeláin, król Leinster (Irlandia)
- Eadhun, biskup Winchesteru
- Pepin I Akwitański, król Akwitania (ur. 797)
- Ratimir, książę Dolnej Panonii
- 'Ujayf ibn 'Anbasa, muzułmański generał
- Willerich, biskup Bremy
- Zijadat Allah I, muzułmański emir

 data przybliżona:
- Bonifacy II, margrabia Toskanii
- Fryderyk z Utrechtu, fryzyjski biskup (ur. ok. 780)
- Ralpaczen, król Tybetu (ur. ok. 802)